# Tiberius Cavallo
Tiberius Cavallo (Napels, 30 maart 1749 – Londen, 21 december 1809) was een Italiaans natuurkundige en natuurfilosoof.

## Biografie
Cavallo werd geboren in Napels als zoon van een arts.
In 1771 vertrok hij naar Engeland met de bedoeling om er een handelscarrière na te streven, maar al snel ging zijn aandacht uit naar de wetenschap. Hij voerde verscheidene ingenieuze verbeteringen door aan wetenschappelijk instrumenten. In 1779 werd hij Fellow van de Royal Society en gaf er jaarlijks Bakerianlezingen van 1780 tot 1792. In navolging van Joseph Priestley verdedigde hij diens flogistontheorie. Vanaf 1775 hield Cavallo zich bezig met atmosferische elektriciteit, experimenteerde hij met Benjamin Franklins vlieger en verbeterde detectoren, gebaseerd op John Cantons elektroscoop van 1753.
Cavallo wordt vaak in de literatuur van zijn tijd geciteerd als uitvinder van de Cavallo-multiplier, een toestel voor het versterken van kleine elektrische ladingen zodat deze observeerbaar en meetbaar zijn met de elektroscoop. Daarnaast werkte hij aan koeling en zijn werk beïnvloedde ballonpioneer Jean Pierre Blanchard.

## Works
Hij publiceerde talrijke boeken over verschillende onderwerpen van de fysica, waaronder:
- A Complete Treatise on Electricity (1777)
- Treatise on the Nature and Properties of Air and other permanently Elastic Fluids (1781)
- History and Practice of Aerostation (1785)
- Treatise on Magnetism (1787)
- Elements of Natural and Experimental Philosophy (1803)
- Theory and Practice of Medical Electricity (1780)
- Medical Properties of Factitious Air (1798).